# Mohammed (Name)
Mohammed ist die im Deutschen übliche Form des meist als Vorname gebrauchten arabischen Namens محمد, DMG Muḥammad [mɔˈħamːəd]. Für diesen existieren viele weitere Schreibweisen.
Bekanntester Träger des Namens war der islamische Prophet Mohammed. Mit geschätzten über 150 Millionen Trägern seiner Variationen ist Mohammad heute der weltweit häufigste Vorname.

## Bedeutung
Der Name مُحَمَّدٌ Muhammad, DMG Muḥammad(un) ist arabischen Ursprungs und bedeutet „gepriesen“, „gelobt“ und als Personenname (ohne bestimmten Artikel arabisch الـ, DMG al-) somit „(ein) Gelobter“ bzw. „(ein) Gepriesener“ oder „(ein) Lobenswürdiger“. Der Name stammt von der Wurzel حَمِدَ, DMG ḥamida ‚loben, preisen‘.
Der Name Muhammad war bereits zur Zeit der Dschahiliyya in Verwendung, laut Muhammad ibn Saʿd in der Hoffnung, dass das Kind ein vorhergesagter Prophet sein würde. Im Koran wird der Name „Muhammad“ an vier Stellen als der Eigenname vom Propheten erwähnt ((Sure 3:144 ), (Sure 33:40 ), (Sure 47:2 ), (Sure 48:29 )). Nicht endgültig geklärt ist, ob Muhammad der Eigenname oder bloß ein Epithet des Propheten Mohammed war.

## Varianten und abgeleitete Namen
Weit verbreitet ist auch die Schreibung Muhammad [muˈħamːad]. Die Transkription aus der persischen Sprache ist Mohammad [mohæm.mæd]. Die türkische Form des Namens ist Mehmet und Muhammet (auch Muhammed). Früher war in vielen europäischen Sprachen die Form Mahomet üblich, die ihr End-T aus dem Türkischen hat, weil im Türkischen Auslautverhärtung gilt. Diese Form ist heute noch im Französischen die gewöhnliche Form des Namens des islamischen Propheten. Die geläufigste italienische Form Maometto geht ebenso wie die spanische Form Mahoma und die portugiesische Form Maomé auf die oben genannte Form zurück. Die lateinische Form ist Maometus. Im Bereich der ehemaligen Sowjetunion ist die Form Magomet, auch als heutiger Vorname von Muslimen, durchaus nicht selten. Eine afrikanisierte und in Gambia gebräuchliche Form ist Momodou, während in Westafrika allgemein häufig die Form Mamadou auftritt.
Weitere abgeleitete Namensvarianten sind bspw. Mahmud/Mahmut/Mahmoud, Mahomed, Mohamadou, Ahmad/Ahmat, Ahmed/Ahmet und Hamid. Als Familienname folgt ihm oft die Endung -i, siehe bspw. Mohamedi, Mohammadi und Mohammadian.
Die Gesellschaft für deutsche Sprache fasst bei Vornamen-Rankings zehn der etwa 25 in Deutschland vorkommenden Schreibweisen für Mohammed zusammen.
Von Himyar ist Muhammada als weibliche Form überliefert.

## Namensträger
- Liste der Herrscher namens Muhammad

### FamiliennameMohamed
- Abas Amin Mohamed (* 1996), somalischer Fußballspieler
- Abdallah Mohamed († 2000), komorischer Politiker
- Abdelaziz Mohamed (* 2001), katarischer Leichtathlet
- Abdi Mohamed (* 1996), somalischer Fußballspieler
- Abdi Asier Mohamed (* 1991), somnalischer Fußballspieler
- Abdi Mohamed Kadar, dschibutischer Fußballspieler
- Abdirazak Ali Mohamed, somalischer Fußballspieler
- Abdisamad Mohamed (* 1985), schwedischer E-Sportler
- Abdoulkader Kamil Mohamed (* 1951), dschibutischer Politiker
- Abdourahamany Mohamed (* 1991), madagassischer Fußballspieler
- Abdullah Mohamed Ahmed Mohamed (* 1989), bahrainischer Tennisspieler
- Abdullahi Jama Mohamed (* 2001), somalischer Leichtathlet
- Abdullahi Sheikh Mohamed (* 1982), somalischer Fußballspieler
- Abdullatif Mohamed (* 1976), bahrainischer Tennisspieler
- Abtisam Mohamed (* 1980), britische Politikerin
- Adel Lamy Mohamed (* 1985), katarischer Fußballspieler
- Adem Abdulkerim Mohamed (* 1996), äthiopischer Fußballspieler
- Afeel Mohamed (* 1996), sri-lankischer Fußballspieler
- Ahmed Mohamed (Offizier) (* 1955), nigrischer Offizier und Politiker
- Ahmed Mohamed (Fußballspieler) (* 1960), irakischer Fußballspieler
- Ahmed Mohamed (Fechter) (* 1964), ägyptischer Fechter
- Ahmed Mohamed (Leichtathlet) (* 19676), schwedischer Mittelstreckenläufer
- Ahmed Mohamed (Fussballtrainer) (* 1980), schweizerisch-somalischer Fußballtrainer
- Ahmed Mohamed (Hockeyspieler) (* 1981), ägyptischer Hockeyspieler
- Ahmed Mohamed (Gewichtheber) (* 1988), ägyptischer Gewichtheber
- Ahmed Mohamed (Sportschütze) (* 1996), ägyptischer Sportschütze
- Ahmed Mohamed (Handballspieler) (* 2000), ägyptischer Handballspieler

- Al-Harith Idriss al-Harith Mohamed, sudanesischer Diplomat
- Aida Mohamed (* 1976), ungarische Fechterin
- Ali Mohamed (Handballspieler, 1989) (* 1989), katarischer Handballspieler
- Ali Mohamed (Handballspieler, 1990) (* 1990), ägyptischer Handballspieler
- Ali Mohamed (Fußballspieler, 1984) (* 1984), madagassischer Fußballspieler
- Ali Mohamed (Fußballspieler, 1995) (* 1995), nigrischer Fußballspieler
- Almoatasembellah Ali Mohamed (* 1996), libyscher Fußballspieler
- Amina Mohamed (* 1961), kenianische Juristin, Politikerin, Außenministerin
- Ammar Mohamed (* 1999), bahrainischer Fußballtorhüter
- Andallah Mohamed, dschibutischer Fußballspieler
- Antonio Mohamed (* 1970), argentinischer Fußballspieler
- Arid Ahmed Mohamed (* 1973), dschibutischer Fußballspieler
- Arkane Mohamed (* 1993), komorischer Fußballspieler
- Assunta Abdel Azim Mohamed (* 1993), österreichische bildende Künstlerin
- Awmima Mohamed (* 1985), sudanesische Sprinterin
- Bakhit Khamis Mohamed (* 1994), sudanesischer Fußballspieler
- Basant Mosaad Mohamed Hassan (* 1993), ägyptische Hochspringerin, siehe Basant Hassan
- Belina Mohamed-Ali (* 1990), deutsche Schauspielerin afroamerikanischer Herkunft
- Chamina Ben Mohamed, Politikerin in den Komoren
- Chikoto Mohamed (* 1989), nigrischer Fußballspieler
- Conway Mohamed (* 1981), simbabwischer Radrennfahrer
- Daher Mohamed Kadar (* 1982), dschibutischer Fußballspieler
- Dawiat Mohamed (* 1979), Politikerin in den Komoren
- Djamal Mohamed (* 1980), komorischer Fußballspieler
- El-Atek Mohamed (* 1970), ägyptischer Ruderer
- El Fadil Mohamed (* 1976), sudanesischer Fußballschiedsrichter
- Fahd T Saas Mohamed (* 2004), libyscher Fußballspieler
- Fareed Mohamed (* 1982), maledivischer Fußballspieler
- Farhad bin Mohamed (* 1979), singapurischer Fußballschiedsrichter
- Farida Mohamed (* 2002), ägyptische Squashspielerin
- Foued Mohamed-Aggad (1992–2015), französischer Terrorist
- Ghofrane Mohamed (* 1989), syrische Leichtathletin
- Habib Mohamed (* 1983), ghanaischer Fußballspieler
- Habiba Mohamed (* 1999), ägyptische Squashspielerin
- Hamada Mohamed (* 1992), ägyptischer Mittelstreckenläufer
- Hamza Mohamed (* 1995), maledivischer Fußballspieler
- Hassani Mohamed Mbalia (* 1984), komorischer Fußballspieler
- Hussein Mohamed (* 1997), somalischer Fußballspieler
- Imran Mohamed (Fußballspieler, 1977) (* 1977), sri-lankischer Fußballspieler
- Imran Mohamed (Fußballspieler, 1980) (* 1980), maledivischer Fußballspieler
- Inas Mohamed Gherib (* 1988), ägyptische Weit- und Dreispringerin
- Iqbal Mohamed, britischer Ingenieur und Politiker
- Ismail Mohamed (* 1980), maledivischer Fußballspieler
- Iyad Mohamed (* 2001), komorischer Fußballspieler
- Kaouther Mohamed Belkebir (* 2003), algerische Fechterin
- Kenedid Abdoulaziz Mohamed (* 2002), dschibutischer Fußballspieler
- Khaled Hussein Mohamed (* 1977), libyscher Fußballspieler
- Magid Mohamed (Magid Mohamed Hassan, * 1985), sudanesisch-katarischer Fußballspieler
- Majed Ahmed Abdul Mohamed (* 1958), saudi-arabischer Fußballspieler
- Meraneh Hassan Mohamed (* 1984), dschibutischer Fußballspieler
- Mohamed Abdel Mohamed (* 1968), ägyptischer Handballspieler
- Mohamed Abdullahi Mohamed (* 1962), somalischer Politiker, Premierminister der Übergangsregierung Somalias
- Mohamed Ali Mohamed (Politiker) (* 1952), dschibutischer Politiker
- Mohamed Ali Mohamed (Fußballspieler) (* 1985), somalischer Fußballspieler
- Mohamed Daud Mohamed (* 1996), somalischer Langstreckenläufer
- Mohamed El Nour Mohamed (* 1996), katarischer Sprinter
- Mohamed Fouad Mohamed (* 2000), dschibutischer Fußballspieler
- Mohamed Hassan Mohamed (* 1993), somalischer Mittelstreckenläufer
- Mohamed Samir Mohamed (* 1971), ägyptischer Hockeyspieler
- Mohasin Mohamed (* 1989), sudanische Gewichtheberin
- Mostafa Mohamed (* 1997), ägyptischer Fußballspieler
- Mostafa Ghareeb Ibrahim Mohamed (* 2001), ägyptischer Mittelstreckenläufer
- Mustafa Mohamed (* 1979), schwedischer Leichtathlet
- Nadifa Mohamed (* 1981), somalisch-britische Schriftstellerin
- Naja Mohamed (* 1996), ägyptische Badmintonspielerin
- Najla Mohamed-Lamin (* 1989), sahrauische Menschenrechtsaktivistin
- Naseema Mohamed (* 1940), First Lady der Malediven
- Nazlati Mohamed (* 1997), komorische Schwimmerin
- Neama Mohamed (* 1977), ägyptische Fußballschiedsrichterin
- Noura Mohamed (* 1998), ägyptische Fechterin
- Omar Mohamed (Fußballspieler) (* 1996), somalischer Fußballspieler
- Omar Mohamed (Goalballspieler) (* 1997), ägyptischer Goalballspieler
- Omar Mohamed (Sportschütze) (Omar Khaled Abdelhady Mohamed; * 1988), ägyptischer Sportschütze
- Omar Mohamed (Turner) (* 1999), ägyptischer Turner
- Omar Mohamed (Handballspieler) (* 2002), ägyptischer Handballspieler
- Osman Mohamed (* 1990), somalischer Fußballspieler
- Pops Mohamed (* 1949), südafrikanischer Jazzmusiker und Musikproduzent
- Raphaël Mohamed (* 1998), französischer Leichtathlet
- Saad Kassis-Mohamed (* 2001), kuwaitischer Unternehmer, Investor und Philanthrop
- Said Ahmed Mohamed (* 1947), tansanischer Autor und Lektor
- Saïd Ali Mohamed (* 1946), Politiker in den Komoren
- Sayed Mohamed (Fußballspieler, 1920) (* 1920), ägyptischer Fußballspieler
- Sayed Mohamed (Fußballspieler, 2000) (* 2000), ägyptischer Fußballspieler
- Sayed Mohamed Adnan (* 1983), bahrainischer Fußballspieler
- Shady Mohamed (* 1977), ägyptischer Fußballspieler
- Shahd Mohamed (* 2004), ägyptische Radrennfahrerin
- Shahd Mohamed Fouad Mohamed (* 2004), ägyptische Stabhochspringerin
- Sirine Mohamed (* 2003), algerischer Kugelstoßer
- Sittou Raghadat Mohamed (* 1952), Politikerin in den Komoren
- Souad Kassim Mohamed (* 1976), dschibutische Linguistin und Bühnenautorin
- Souley Mohamed, burkinischer Militär, Politiker und Fußballfunktionär
- Sulaiman Mohamed, katarischer Sportschütze
- Suleman Mohamed (* 1986), eritreischer Fußballspieler
- Tamer Ashraf Mohamed (* 2005), ägyptischer Stabhochspringer
- Waleed al-Mohamed (* 1961), kuwaitischer Ruderer
- Youssouf Batio Mohamed (* 1998), dschibutischer Fußballspieler
- Zahed Mohamed (* 1992), ägyptischer Squashspieler, siehe Zahed Salem
- Zeyad el-Hussein el-Sayed Mohamed (* 2003), ägyptischer Weitspringer

### FamiliennameMohammad
- Amir Mohammad (1931–1997), afghanischer Sänger
- Bakhtawar Khan Mohammad (1620–1685), persischer Historiker, Dichter, Beamter
- Isah Mohammad (* 1987), nigerianischer Taekwondoin
- Khalil Mohammad (* 1992), deutscher Fußballspieler
- Nazri Mohammad, afghanischer Kriegsherr und Politiker
- Sidi Fatima Mohammad (* 1986), malaysische Sprinterin

### FamiliennameMohammed
- Abdul Kadiri Mohammed (* 1996), ghanaischer Fußballspieler
- Abdulaziz Ladan Mohammed (* 1991), saudischer Mittelstreckenläufer
- Abdullah Abkar Mohammed (* 1997), saudischer Sprinter
- Abdulrahman Mohammed (Basketballspieler) (* 1977), nigerianischer Basketballspieler
- Abdulrahman Mohammed (Fußballspieler, 1988) (Abdulrahman Mohammad Ali Hussain; * 1988), katarischer Fußballspieler
- Abdulrahman Mohammed Abdou (* 1972), katarischer Fußballschiedsrichter
- Aisha Mohammed, nigerianische Basketballspielerin
- Ajam Boujarari Mohammed (* 1961), marokkanischer Fußballtrainer
- Ali Mohammed (Terrorist) (* 1954), ägyptisch-amerikanischer Terrorist, al-Qaida-Mitglied
- Ali Mohammed (Boxer) (* 1985), tansanischer Boxer
- Ali Mahdi Mohammed (1939–2021), somalischer Politiker
- Alia Saeed Mohammed (* 1991), äthiopische Leichtathletin aus den Vereinigten Arabischen Emiraten
- Alpha Mohammed († 2014), tansanischer Bischof
- Anisa Mohammed (* 1988), Cricketspielerin der West Indies aus Trinidad und Tobago
- Amina J. Mohammed (* 1961), nigerianische Politikerin (All Progressives Congress)
- Baher Mohammed, ägyptischer Journalist
- Bassem Hassan Mohammed (* 1987), katarischer Springreiter
- Bibi Titi Mohammed (1926–2000), tansanische Bürgerrechtlerin und Politikerin
- Bilal Mohammed (* 1986), katarischer Fußballspieler
- Chalid Scheich Mohammed (* 1964/5), pakistanisch-kuwaitischer Terrorist
- Dost Mohammed (1793–1863), afghanischer Herrscher
- Emad Mohammed (* 1982), irakischer Fußballspieler
- Fallah Mohammed (* 1987), kuwaitischer Squashspieler
- Fati Mohammed (* 1979), ghanaische Fußballspielerin
- Feiz Mohammed (* 1970/1971), australischer wahhabitischer Prediger
- Gul Mohammed (1957–1997), indischer Mann, galt (von 1990 bis 2011) als kleinster Mensch
- Halgurd Mulla Mohammed (* 1988), irakischer Fußballspieler
- Hawar Mulla Mohammed (* 1981), irakischer Fußballspieler
- Hibah Mohammed (* 2001), saudi-arabische Sprinterin
- Hind Mohammed (* 1981), saudi-arabische Schauspielerin
- Isah Mohammad (* 1987), nigerianischer Taekwondoin
- Ishaq Mohammed (* 1991), Fußballspieler der Cookinseln
- Jabril Hassan Mohamed, somalischer Fußballspieler
- Jamal Mohammed (* 1983), kenianischer Fußballspieler
- Jamal Abdelmaji Eisa Mohammed (* 1993), sudanesischer Leichtathlet
- Khalid Mohammed (* 1997), englischer Fußballspieler
- Mariam M. Mohammed, nigerianische Diplomatin
- Merima Mohammed (* 1992), äthiopische Marathonläuferin
- Mesud Mohammed, äthiopischer Fußballspieler
- Mohammed Abdullah Hassan Mohammed (* 1978), Fußballschiedsrichter der Vereinigten Arabischen Emirate
- Mohammed Yaseen Mohammed (1963–2020), irakischer Gewichtheber
- Mukhtar Mohammed (* 1990), britisch-somalischer Mittelstreckenläufer
- Muntadher Mohammed (* 2001), irakischer Fußballspieler
- Murtala Mohammed (1938–1976), nigerianischer Politiker
- Musa Mohammed (* 1991), kenianischer Fußballspieler
- Nazr Mohammed (* 1977), US-amerikanischer Basketballspieler
- Omar-Awwar Mohammed (* 1967), dschibutischer Tennisspieler
- Omar Bakri Mohammed (* 1958), sunnitischer Fundamentalist und Agitator
- Osman Saleh Mohammed (* 1948), eritreischer Politiker
- Prince Mohammed (* 1958), jamaikanischer Reggae-Sänger
- Qazi Mohammed (1900–1947), kurdischer Politiker
- Rafer Mohammed (* 1955), Sprinter aus Trinidad und Tobago
- Reda Mahmoud Hafez Mohammed (1952–2013), ägyptischer Militär
- Shaffaq Mohammed (* 1972), britischer Politiker
- Tajul Aman Mohammed, malaysischer Polizist und Diplomat
- W. D. Mohammed (1933–2008), US-amerikanischer muslimischer Führer, Theologe und Philosoph
- Waad Mohammed (* 1999), saudi-arabische Schauspielerin
- Yanar Mohammed (* 1960), irakisch-kanadische Architektin, Menschenrechtsaktivistin und Frauenrechtlerin
- Zaid Thamer Mohammed (* 1990), irakischer Fußballschiedsrichter
- Zainab Mohammed (* 2002), bahrainische Sprinterin

### FamiliennameMuhammad
- Abdallah Muhammad († 1524), Sultan der Wattasiden
- Abdallahi ibn Muhammad (1846–1899), sudanesischer General
- Ahmad Muhammad (* 1991), pakistanischer Fußballspieler
- Ali Nasir Muhammad (* 1939), jemenitischer Politiker
- Ali Shaheed Muhammad (* 1970), US-amerikanischer DJ
- Al-Kamil Muhammad († 1260), Herrscher von Maiyafariqin
- Ameen Muhammad (1954–2003), US-amerikanischer Jazzmusiker und Komponist
- Amir Muhammad (* 1972), malaysischer Journalist und Filmemacher
- Asia Muhammad (* 1991), US-amerikanische Tennisspielerin
- Dalilah Muhammad (* 1990), US-amerikanische Leichtathletin
- Eddie Mustafa Muhammad (* 1952), US-amerikanischer Boxer
- Elijah Muhammad (1897–1975), US-amerikanischer politischer Aktivist
- Evez Muhammad († 1804), Khan des Khanats Chiwa
- Fazul Abdullah Muhammad (* 1972/4), komorischer Terrorist
- Ghazi bin Muhammad (* 1966), jordanischer Prinz
- Ibtihaj Muhammad (* 1985), US-amerikanische Fechterin
- Idris Muhammad (1939–2014), US-amerikanischer Jazzschlagzeuger
- John Allen Muhammad (1960–2009), US-amerikanischer Serienmörder
- Kenny Muhammad (* 1968), US-amerikanischer Beatboxer
- Khalid Abdul Muhammad (1948–2001), US-amerikanischer Muslimführer
- Lutalo Muhammad (* 1991), britischer Taekwondoin
- Matthew Saad Muhammad (1954–2014), US-amerikanischer Boxer
- Mulai Muhammad, Kalif der Hafsiden
- Mulai Muhammad (1710–1790), marokkanischer Herrscher
- Ruby Muhammad (1907–2011), US-amerikanische politische Aktivistin
- Ruqaiya bint Muhammad († 624), Tochter des Propheten Mohammed
- Shabazz Muhammad (* 1992), US-amerikanischer Basketballspieler
- Wallace Fard Muhammad, Begründer der Nation of Islam

### FamiliennameMuhammed
- Ahmad Muhammed (* 1987), libyscher Fußballspieler
- Brentton Muhammed (* 1990), Fußballspieler aus Antigua und Barbuda
- Ibrahim Murtala Muhammed (1974–2025), ghanaischer Politiker
- Kunhu Muhammed (* 1987), indischer Sprinter
- Musa Muhammed (Fußballspieler, 1991) (* 1991), kenianischer Fußballspieler
- Musa Muhammed (* 1996), nigerianischer Fußballspieler

### FamiliennameMahamed
- Abdikarim Abdulle Mahamed (* 1997), somalischer Fußballspieler

### FamiliennameMuhamed
- Hussein David Muhamed (* 1991), deutscher Schwergewichtsboxer

### FamiliennameMuhamad
- Mohd Rizzua Haizad Muhamad (* 1997), malaysischer Hürdenläufer
- Susana Muhamad (* 1977), kolumbianische Politikerin und Umweltschützerin

## Trivia
- Voltaire schrieb eine religionskritische Tragödie mit dem Titel Mahomet der Prophet (Originaltitel: Le fanatisme ou Mahomet le Prophète, Uraufführung Lille,); das Stück wurde 1802 von Goethe ins Deutsche übersetzt.